# Barbara Ehrt
Barbara Ehrt (* 1953 in Elbingerode, Harz) ist eine deutsche Schriftstellerin.

## Leben
Barbara Ehrt wuchs in Elbingerode/Harz in der DDR auf. Ihre Eltern betrieben dort ein Sägewerk, der Vater weigerte sich beharrlich, es zu verstaatlichen. Deswegen wurden der Familie die Reisevisa in den westlichen Teil Deutschlands kontinuierlich verweigert, diese und andere Repressalien gehörten zur politischen Strategie in der DDR, um noch selbstständige Unternehmer zu zwingen, in eine Genossenschaft einzutreten. Nachdem sie immer stärker überwacht, von Rohstofflieferungen für den Betrieb ausgeschlossen und sogar mit Zwangsenteignung bedroht wurden und abermals ein Besuchervisum abgelehnt worden war, erwog das Ehepaar Ehrt eine gemeinsame Flucht. Dieser Plan wurde jedoch vom Vater verworfen. Also unternahm die Mutter während der Schulferien im Juli 1961 mit der Tochter einen riskanten, bisher nur vorläufigen, Ausreiseversuch, versteckt im VW Käfer der Tante. Unentdeckt von der Grenzkontrolle erreichten sie Lautenthal im Westharz, wo die Eltern der Mutter ein Fischgeschäft betrieben. Der plötzliche Mauerbau am 13. August 1961 machte die Rückkehr in die DDR zu einem Problem, das die Eltern von Ehrt nicht zu lösen wussten, Mutter und Tochter verharrten ratlos im Westen, eine Verständigung war beinahe unmöglich, Telefonate wurden überwacht und mussten vorher angemeldet werden. Der Vater ging schon im Herbst 1961 eine neue Beziehung ein und entschied sich für eine Beendigung der Ehe mit Ehrts Mutter. Am 5. September 1961 stellte diese einen Antrag auf Anerkennung als Republik-Flüchtling (nach § 1 Notaufnahmegesetz) und wurde daraufhin 1962 als Republikflüchtling in Abwesenheit schuldig geschieden. Das Sorgerecht für die gemeinsame Tochter wurde dem Vater zugesprochen (Urteil der Zivilkammer des Kreisgerichts Wernigerode zur Scheidungsklage Ehrt gegen Ehrt vom 10. August 1962, AZ 2 F 111/62). Nunmehr war eine (evtl. straffreie) Rückkehr von Mutter oder Tochter in die DDR nicht nur aus politischen, sondern auch aus privaten Gründen schwierig geworden. Die Sorgerechtsregelung hatte zur Folge, dass Ehrt nach einem Besuch ihres Vaters in der DDR nicht wieder hätte ausreisen dürfen. Eine Kontaktaufnahme mit dem Vater war daher erst zehn Jahre später wieder möglich, nachdem Ehrt die Volljährigkeit erreicht hatte, damals nach DDR-Recht das 18. Lebensjahr. Ehrt verarbeitete den plötzlichen Verlust ihrer gesamten Lebenswelt und das Verbot der Kontaktaufnahme nur unzureichend, sie brach 1971 die Schule ab und stürzte sich in die scheinbar abenteuerliche Welt der Hippies und 68er-Kommunarden in West-Berlin. Sie begann dort ein Kunststudium an der damaligen Akademie für Grafik, Druck und Werbung, wechselte 1972 an die Gesamthochschule Kassel und erhielt zu ihrem graduierten-Abschluss Grafik/Design nach einem hessischen Sondererlass die allgemeine Hochschulreife.
Später studierte sie Diplom-Pädagogik an der Philipps-Universität in Marburg/Lahn und schloss auch dieses Studium erfolgreich ab. Sie arbeitete einige Jahre als Sozialpädagogin in Amsterdam und kehrte nach Goslar zurück, wo sie in der Erwachsenenbildung, u. a. beim Bildungswerk der Niedersächsischen Wirtschaft, der Prager Schule und von 1993 bis 2000 bei der Arbeiterwohlfahrt als Sozialarbeiterin für Flüchtlinge engagiert ein Projekt der Grünen und der Universität Oldenburg leitete, bis die AWO das Projekt aus Kostengründen einstellte. Seither arbeitet Ehrt als Künstlerin, betrieb auch für kurze Zeit eine Kunstgalerie und widmet sich seit einigen Jahren dem Schreiben. Sie veröffentlichte mehrere historische Romane und Kurzgeschichten, deren Handlung immer im Harz angesiedelt ist und die man dem Genre Belletristik zuordnen kann. Dabei gelingt es ihr, die vielfach braun gefärbte "Volkstümelei" der früheren Harz-Literatur geschickt durch eine erfrischende, sozialkritische Erzählweise zu ersetzen. Ihre kunsthistorische Betrachtung zum Huldigungssaal im Goslarer Rathaus wurde unter dem Titel „Ein zwölfter Kaiser im Huldigungssaal“ auf der Webseite der Universität Regensburg und in der Fachzeitschrift "Unser Harz" 5/2014 veröffentlicht. Ein kunsthistorischer Aufsatz über die Pfalzkapelle Sankt Ulrich in Goslar erschien ebenso in "Unser Harz" 4/2019 und auf der Webseite der Academia. Sie ist Mitglied im Freien Deutschen Autorenverband (FDA) und im VS (Verband deutscher Schriftstellerinnen und Schriftsteller).

## Werke
- Die Französin – Amanda im Harz der NS-Zeit. Roman. Book on Demand – BoD 2021, ISBN 9783755741381
- Der Venediger – ein spätmittelalterlicher Amanda-Harzroman. Neu bei BoD 2020, ISBN 9783751930314
- Die Tote im alten Schacht. Harz-Krimis. Neu bei BoD 2020, ISBN 9783751935135
- Die Harzfrau. Roman. Neu bei BoD 2020, ISBN 9783750411616#
- Skurriles zwischen Himmel und Harz. Kurzgeschichten. Neobooks 2016, E-Book ISBN 978-3-7380-9530-2
- Die Magd vom Bodfeld. Das Herz des Kaisers, Goslar, 2010, Kurzgeschichten
- Eine kleine Geschichte des Harzes – vergriffen